# José Valdes
José Luis Pequeño Valdes (* 30. Dezember 1974 in Quilpué, Chile) ist ein deutscher Singer-Songwriter chilenischer Herkunft. Von 2008 bis 2010 war er Mitglied bei den Hot Banditoz.

## Werdegang
José Valdes wuchs im chilenischen Valparaíso mit seiner alleinerziehenden Mutter und seinen beiden Schwestern auf. Dort besuchte er eine Privatschule, in deren Schulchor er im Alter von sieben Jahren sang. Um ihm die Schulausbildung zu ermöglichen, arbeitete seine Mutter in einem deutschen Krankenhaus. Mit Freunden sang Valdes an Wochenenden auf dem Marktplatz und in Cafés, um das Familieneinkommen aufzubessern. Mit der Unterstützung eines deutschen Arztes aus der chilenischen Klinik zog er im Alter von zehn Jahren mit seiner Familie nach Hamburg, wo er eine katholische Schule besuchte und Gitarrenunterricht erhielt. José begann, erste eigene Lieder zu schreiben.
1991 stieg er Dance-Projekt Boys of k2000 ein, mit der er zwei Jahre lang Live-Erfahrungen in Clubs und Diskotheken sammelte. Mit Frank Ramond arbeitete Valdes 1998 an dem Projekt Dos En Uno, das mit der Single Mujer einen Radioerfolg verbuchte.
2005 arbeitete Valdes in Spanien als Filmkomponist und schrieb für den Kurzfilm Encantada - Valle Gran Rey von Oliver Heck den Titel Gomera de mi Amor. Wieder in Hamburg schrieb er mit Toni Cottura den Titel Quieres Una Aventura, den er im Duett mit der rumänischen Sängerin Corina veröffentlichte.
2008 stieg er bei den Hot Banditoz ein, mit denen er bis zur Auflösung der Band 2010 den ausgeschiedenen Silva Gonzalez ersetzte. 2010 übersetzte er für die Band Queensberry den Titel I Can’t Stop Feeling ins Spanische.
Zusammen mit Matthias Haß arbeitete Valdes ab 2012 an seinem ersten deutschen Schlager-Album Mein Leben – Mi Vida, das 2014 bei Ariola erschien. Im September 2017 veröffentlichte er sein spanischsprachiges Album Amor y Música. Produziert wurde es vom Erfolgsproduzent Luis Rodriguez (Ehemals co-Producer von Dieter Bohlen) und Philippe Escaño (TEAM 33).

## Diskografie
Alben
- 2013: Samboléo
- 2014: Mein Leben - Mi Vida
- 2017: Amor y Música

Singles
- 2006: Mamacita
- 2007: Samboléo-The Mixes
- 2007: La Magia - Oliver Backens & Stefan Gruenwald feat. José Valdes
- 2015: La pura vida
- 2016: Mit dir um die Welt (2016)
- 2016: Guantanamera (2017)
- 2017: Taka Takata
- 2018: Como Tú Te Mueves